# Бурлюк-Кузнецова Людмила Давидівна
Людми́ла Дави́дівна Кузнецо́ва-Бурлюк (нар.20 грудня 1884 (1 січня 1885) у слободі Котельві Охтирського повіту Харківської губернії, Російська імперія (нині селище Котельва Полтавської області України) — пом.1968, Прага, Чехословаччина — українська художниця та літераторка.

## Життєпис
Сестра Володимира, Давида та Миколи Бурлюків. Вона була старшою з трьох сестер.
Сестра Надія, яка стала дружиною Антона Безваля, народилася 1895 року, молодша Маріанна, яка вийшла заміж за чеського художника Вацлава Фіала, народилася в 1897 році.
З 20 грудня 1903 року по 13 грудня 1907 року як вільна слухачка навчалася у Вищому художньому училищі при Петербурзькій академії мистецтв. В Академії мистецтв Людмила Бурлюк знайомиться зі своїм майбутнім чоловіком, скульптором Василем Кузнецовим і в 1907 році виходить за нього заміж та бере його прізвище. У сім'ї народилося чотири сини. Після народження першого сина Іллі (8 вересня 1908 року) Людмила перериває заняття живописом і повністю присвячує себе сім'ї. Щоб врятуватися від заворушень революційного Петрограда, Людмила з чотирма синами 1918 року їде в місто Аркадак Саратовської губернії. Навесні 1919 року Василь Кузнецов теж приїжджає в Аркадак і возз'єднується із сім'єю.
У 1923 році Василь Кузнецов помирає від тифу. Людмила залишається одна з чотирма дітьми і переїжджає у Саратов, заробляючи на життя малюванням. Людмила виконує різні замовлення, малює афіші, портрети, зокрема портрети померлих по світлинах. Двоє з чотирьох синів Людмили загинули під час Другої світової війни, один потрапив до психіатричної лікарні, і тільки Кирило Кузнецов був живий і здоровий та мешкав у Ленінграді.
Восени 1956 року переїхала в Прагу. Вацлав та її сестра Маріанна Фіали подбали про те, щоб відновити Людмилі документи, а потім зробили виклик до Чехословаччини — з проханням про возз'єднання сім'ї. Залишила по собі рукописні автобіографічні спогади. Серед них «За хлібом в Україну» про перебування у 1920-1921 роках із синами у м. Бобровиці на Чернігівщині, рятуючи дітей від голоду на Поволжі.

## Творчість
Член Товариства харківських художників, від 26 лютого 1906 року — учасниця виставок товариства. Член об'єднання «Вінок». До 1908 року брала участь у всіх виставках, організованих Давидом Бурлюком. У 1967 році в Празі відбулася її персональна виставка, каталог якої зберігається у Фундації ім. Д.Бурлюка в Сумах (Vystava obrazu a kreseb Ludmily Kuznecove-Burljukove, 19 brezna 2 dubna 1967, Kulturni dum Zavadilka — OKD, Praha 6).
Маючи неабияке обдарування до живопису, захоплювалася вивченням і пропагуванням нового мистецтва. Як зазначив сучасний мистецтвознавець Василь Афанасьєв, її пейзажні етюди, виконані в манері французького живописця-імпресіоніста Каміля Піссарро, тонко відтворювали світлоповітряне середовище, передавали чарівну поезію невибагливих мотивів природи.